# Bordeaux metropolisz

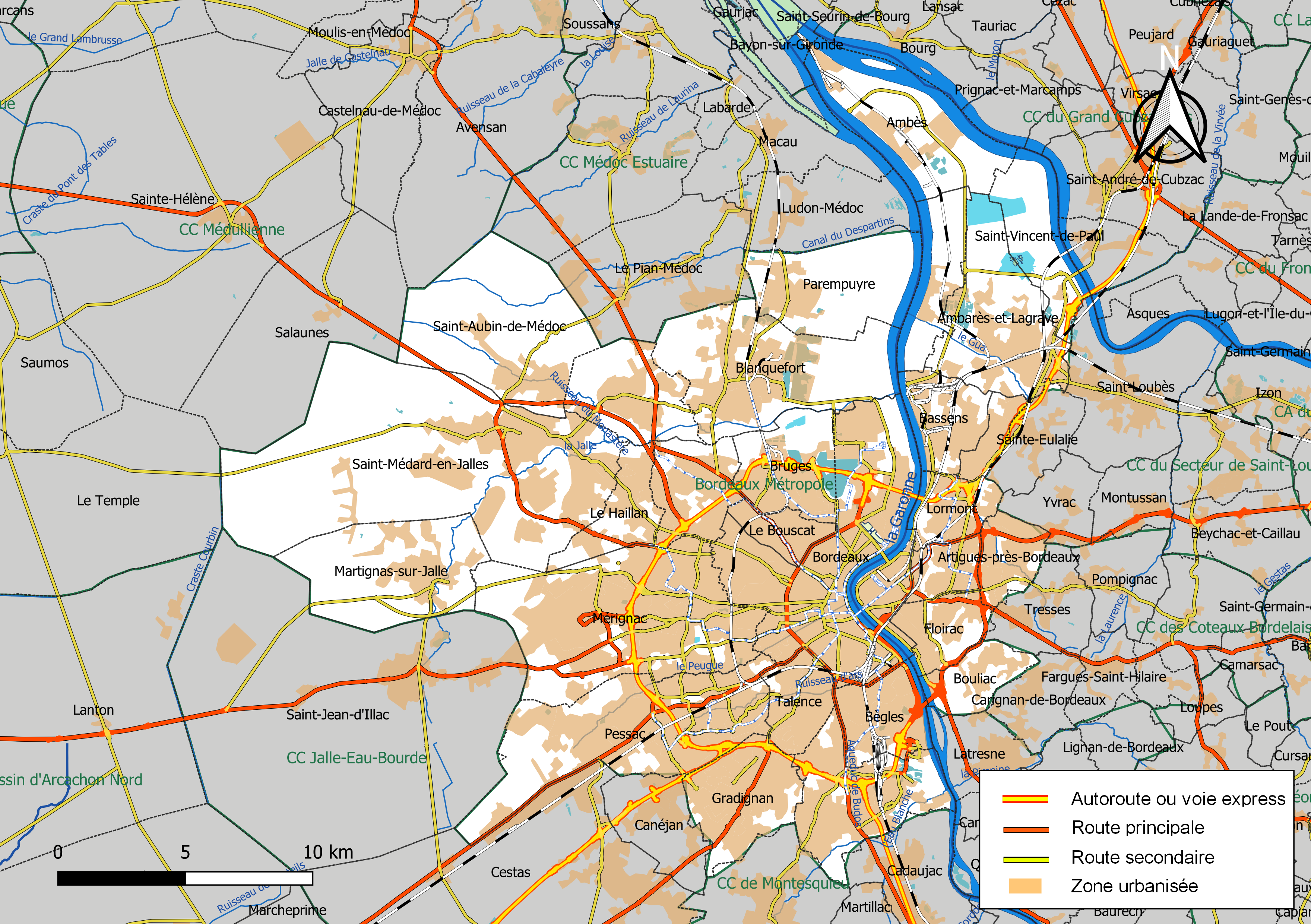
Bordeaux metropolisz úthálózata

Bordeaux metropolisz (franciául: Bordeaux Métropole) a franciaországi metropoliszok egyike, a francia községközi társulási rendszer (intercommunalité) része.
Új-Aquitania régió Gironde megyéjének központi részére terjed ki, Bordeaux-t és a város vonzáskörzetének további 27 községét foglalja magába. 2015. január 1-jén jött létre a korábbi Bordeaux városközösség (communauté urbaine de Bordeaux) helyett.
Területe 578,3 km2, népessége 801 041 fő volt 2018-ban, ebből 257 068 fő Bordeaux-ban élt.

## Községek
1. Ambarès-et-Lagrave
2. Ambès
3. Artigues-près-Bordeaux
4. Bassens
5. Bègles
6. Blanquefort
7. Bordeaux
8. Bouliac
9. Le Bouscat
10. Bruges
11. Carbon-Blanc
12. Cenon
13. Eysines
14. Floirac
15. Gradignan
16. Le Haillan
17. Lormont
18. Martignas-sur-Jalle
19. Mérignac
20. Parempuyre
21. Pessac
22. Saint-Aubin-de-Médoc
23. Saint-Louis-de-Montferrand
24. Saint-Médard-en-Jalles
25. Saint-Vincent-de-Paul
26. Le Taillan-Médoc
27. Talence
28. Villenave-d’Ornon

## Fordítás
- Ez a szócikk részben vagy egészben  a   Bordeaux Métropole című angol Wikipédia-szócikk ezen változatának fordításán alapul.  Az eredeti cikk szerkesztőit annak laptörténete sorolja fel. Ez a jelzés csupán a megfogalmazás eredetét és a szerzői jogokat jelzi, nem szolgál a cikkben szereplő információk forrásmegjelöléseként.